# Медаль «За Азербайджан»
Медаль «За Азербайджан» (перс. نشان آذرآبادگان‎) — иранская медаль , предназначавшаяся для награждения военнослужащих шахской армии Ирана, принимавших участие в разрешении Иранского кризиса. Учреждена 12 декабря 1946 года.

## История
Хотя, согласно трёхстороннему соглашению между Советским Союзом, Великобританией и США от 12.12.1945, было решено, что Союзные войска покинут Иран, в декабре того же года, Азербайджанская демократическая партия (ДПА), возглавляемая Джафаром Пишевари, при тайном содействии со стороны СССР, создала автономное правительство Азербайджана. Последующие за этим события известны как «иранский кризис». В конечном итоге, к середине декабря 1946 года иранская армия заняла Тебриз положив тем самым конец Народному Правительству Азербайджана после года его существования.
По случаю этой победы, была учреждена медаль, вручавшаяся как военнослужащим, принимавшим непосредственное участие в конфликте, так и офицерам соответствующих штабов, разрабатывавшим операцию.